# Campeonato Carioca de Futebol de 1969
O Campeonato Carioca de Futebol de 1969 foi a 71.ª edição do torneio, com intensa movimentação de público, com 2.042.592 ingressos tendo sido comercializados nesta edição, com média de 21.729 torcedores pagantes por partida, a terceira maior média da História do Campeonato Carioca. 
A competição foi disputada por pontos corridos, todos jogando entre si, sem final prevista no seu regulamento. 
No jogo que deu o título de forma antecipada ao Fluminense, 171.599 torcedores pagaram ingressos para verem a eletrizante vitória tricolor por 3 a 2, em 15 de junho, com gols de Wilton, Cláudio Garcia e Flávio para o Fluminense, descontando Liminha e Dionísio para o Flamengo.
O público presente a este jogo é desconhecido nos dias de hoje, mas sobre isso, divulgou o CANAL 100 (vídeo disponível no Youtube em 21/06/2012): "O delírio de 200.000 espectadores, as bandeiras, os balões, as músicas, os refrões, o duelo das torcidas, toda uma atmosfera de incontida alegria."
Aparentemente mais realista, o Jornal do Brasil, de 17 de junho de 1969, página 22, publicou: "...antes mesmo de ter início a preliminar, o Maracanã já estava cheio: 171.599 pagantes e mais uns 20.000 não pagantes..."

## Jogo do título
FLAMENGO 2 x 3 FLUMINENSE
Data: 15 de junho de 1969
Local: Estádio do Maracanã (Rio de Janeiro)
Público: 171.599 pagantes
Árbitro: Armando Marques
Gols: 1° tempo: Fluminense 2 a 1 Flamengo, Wilton(FLU) aos 9,Liminha(FLA) aos 35,Cláudio(FLU) aos 38; Final: Fluminense 3 a 2, Dionisio (FLA) aos 16 e Flávio(FLU) aos 34 minutos.
Cartão Vermelho: Dominguez(FLA)
Flamengo: Dominguez, Murilo, Onça, Guilherme, Paulo Henrique; Liminha, Rodrigues Neto, Arilson (Sidnei); Doval, Fio Maravilha e Dionisio. Técnico: Tim.
Fluminense: Félix, Oliveira, Galhardo, Assis, Marco Antônio; Denilson, Lulinha (Samarone); Wilton, Cláudio, Flávio e Lula (Gilson Nunes). Técnico: Telê Santana.

## Classificação

### 1º turno
Apenas os oito primeiros colocados estão classificados para disputar o 2º turno.
| Classificação | Classificação | Classificação | Classificação | Classificação | Classificação | Classificação | Classificação | Classificação | Classificação |
| Pos           | Time          | PG            | J             | V             | E             | D             | GP            | GS            | SG            |
| ------------- | ------------- | ------------- | ------------- | ------------- | ------------- | ------------- | ------------- | ------------- | ------------- |
| 1             | Botafogo      | 17            | 11            | 7             | 3             | 1             | 25            | 7             | +18           |
| 2             | Fluminense    | 17            | 11            | 7             | 3             | 1             | 22            | 9             | +13           |
| 3             | America       | 16            | 11            | 6             | 4             | 1             | 18            | 8             | +10           |
| 4             | Flamengo      | 15            | 11            | 6             | 3             | 2             | 14            | 5             | +9            |
| 5             | Vasco da Gama | 13            | 11            | 5             | 3             | 3             | 21            | 11            | +10           |
| 6             | Bangu         | 13            | 11            | 5             | 3             | 3             | 15            | 13            | +2            |
| 7             | Bonsucesso    | 12            | 11            | 3             | 6             | 2             | 9             | 7             | +2            |
| 8             | Portuguesa    | 8             | 11            | 4             | 0             | 7             | 11            | 17            | -6            |
| 9             | Campo Grande  | 8             | 11            | 2             | 4             | 5             | 9             | 19            | -10           |
| 10            | Olaria        | 6             | 11            | 3             | 0             | 8             | 6             | 17            | -11           |
| 11            | São Cristóvão | 4             | 11            | 2             | 0             | 9             | 7             | 23            | -16           |
| 12            | Madureira     | 3             | 11            | 1             | 1             | 9             | 6             | 27            | -21           |

### 2º turno
| Classificação | Classificação | Classificação | Classificação | Classificação | Classificação | Classificação | Classificação | Classificação | Classificação |
| Pos           | Time          | PG            | J             | V             | E             | D             | GP            | GS            | SG            |
| ------------- | ------------- | ------------- | ------------- | ------------- | ------------- | ------------- | ------------- | ------------- | ------------- |
| 1             | Fluminense    | 11            | 7             | 5             | 1             | 1             | 13            | 6             | +7            |
| 1             | Flamengo      | 11            | 7             | 5             | 1             | 1             | 13            | 6             | +7            |
| 3             | Vasco da Gama | 9             | 7             | 3             | 3             | 1             | 8             | 4             | +4            |
| 4             | Botafogo      | 8             | 7             | 3             | 2             | 2             | 15            | 6             | +9            |
| 5             | Bonsucesso    | 6             | 7             | 2             | 2             | 3             | 6             | 8             | -2            |
| 6             | America       | 4             | 7             | 1             | 2             | 4             | 5             | 11            | -6            |
| 7             | Portuguesa    | 4             | 7             | 1             | 2             | 4             | 8             | 15            | -7            |
| 8             | Bangu         | 3             | 7             | 1             | 1             | 5             | 6             | 18            | -12           |

## Classificação final
| Classificação | Classificação | Classificação | Classificação | Classificação | Classificação | Classificação | Classificação | Classificação | Classificação |
| Pos           | Time          | PG            | J             | V             | E             | D             | GP            | GS            | SG            |
| ------------- | ------------- | ------------- | ------------- | ------------- | ------------- | ------------- | ------------- | ------------- | ------------- |
| 1             | Fluminense    | 28            | 18            | 12            | 4             | 2             | 35            | 15            | +20           |
| 2             | Flamengo      | 26            | 18            | 11            | 4             | 3             | 27            | 11            | +16           |
| 3             | Botafogo      | 25            | 18            | 10            | 5             | 3             | 40            | 13            | +27           |
| 4             | Vasco da Gama | 22            | 18            | 8             | 6             | 4             | 29            | 15            | +14           |
| 5             | America       | 20            | 18            | 7             | 6             | 5             | 23            | 19            | +4            |
| 6             | Bonsucesso    | 18            | 18            | 5             | 8             | 5             | 15            | 15            | 0             |
| 7             | Bangu         | 16            | 18            | 6             | 4             | 8             | 21            | 31            | -10           |
| 8             | Portuguesa    | 12            | 18            | 5             | 2             | 11            | 19            | 32            | -13           |
| 9             | Campo Grande  | 8             | 11            | 2             | 4             | 5             | 9             | 19            | -10           |
| 10            | Olaria        | 6             | 11            | 3             | 0             | 8             | 6             | 17            | -11           |
| 11            | São Cristóvão | 4             | 11            | 2             | 0             | 9             | 7             | 23            | -16           |
| 12            | Madureira     | 3             | 11            | 1             | 1             | 9             | 6             | 27            | -21           |